# Loire-Nieuport LN.40
Die Loire-Nieuport LN.40 war ein französisches Sturzkampfflugzeug. Von diesem Typ wurden auch die Varianten Loire-Nieuport LN.401, Loire-Nieuport LN.402, Loire-Nieuport LN.411 und schließlich Loire-Nieuport LN.42 abgeleitet. Allerdings wurden nur die LN.401 und LN.411 in Serie gefertigt.

## Geschichte
Ende der 1930er Jahre gab die französische Regierung einen Auftrag für die Entwicklung eines einsitzigen Sturzkampfbombers für den schiffgestützten Einsatz heraus. Die Firma Loire-Nieuport nahm die bereits 1935 konstruierte Nieuport Ni.140 als Grundlage und entwarf eine Maschine mit nach unten geknickten, zusammenklappbaren Tragflächen (ähnlich der US-amerikanischen Corsair oder der deutschen Junkers Ju 87C).
Das Seitenruder war im unteren Bereich spreizbar, um es als Luftbremse beim Sturzflug zu benutzen. Das Fahrwerk war in Gondeln in den Tragflächenknicken untergebracht. Die Bombenlast, eine 225 bis 500 kg schwere Bombe, wurde unter dem Vorderrumpf an einer Abweisergabel aufgehängt (wie bei der Douglas Dauntless oder Junkers Ju 87) – eine damals gängige Methode. Des Weiteren erhielt das Flugzeug eine frontale Bewaffnung mit zwei 7,5-mm-Maschinengewehren vom Typ Darne und einer durch die Propellerachse schießenden 20-mm-Maschinenkanone. Innovativ war für die damalige Zeit eine blasenförmige Cockpithaube mit guter Rundumsicht. Der Antrieb wurde durch einen 690 PS starken Hispano-Suiza 12Xcrs-Reihenmotor gewährleistet. Der Erstflug der als „LN.40“ bezeichneten Maschine fand im Juni 1938 statt.
Nach offiziellen Tests wurde das Konzept des spreizbaren Seitenruders verworfen und das ausgefahrene Fahrwerk als Luftbremse verwendet. Die modifizierte, zur Serienproduktion vorgesehene Variante erhielt die Bezeichnung „LN.401“. Die französische Marine bestellte vor Beginn des Zweiten Weltkrieges insgesamt 42 LN.401, die ursprünglich zum Einsatz auf dem Flugzeugträger Béarn vorgesehen waren.
Daraufhin zeigte auch die Armee Interesse an dem Typ und bestellte 40 Stück einer Variante mit starren Tragflächen, die die Bezeichnung „LN.411“ erhielt.
Insgesamt wurde der Bau von etwa 100 Serienflugzeugen begonnen, es wurden jedoch lediglich 15 LN.401 und 57 LN.411 fertiggestellt, davon 24 Stück erst im März 1942. Zwölf der letztgenannten Maschinen wurde von den Deutschen beschlagnahmt.
In der Schlacht um Frankreich kamen 23 LN.401 und LN.411 zum Einsatz. Elf Maschinen gingen in den Kämpfen gegen die Deutschen verloren, die übrig gebliebenen sowie die erst 1942 gefertigten Maschinen wurden nach Tunesien (Bizerte) gebracht und dort eingelagert. Bei Bombenangriffen der Alliierten wurden diese Flugzeuge im Jahr 1943 zerstört.
Ein Nachfolgemodell mit stärkerem Hispano-Suiza 12Y-31-Motor (860 PS), die „LN.402“, wurde vor den deutschen Besatzern versteckt. Sie flog daher erst im August 1945 nach der Befreiung Frankreichs, wobei der Motor gegen einen noch stärkeren Hispano-Suiza 12Y-51 ausgetauscht wurde. Die Höchstgeschwindigkeit dieser letzten, als „LN.42“ bezeichneten Variante konnte dabei gegenüber der LN.401 lediglich um 50 km/h gesteigert werden. Die Maschine wurde 1947 verschrottet, weil mittlerweile modernere Entwürfe vorlagen.
Interessanterweise wurde keines der Flugzeuge jemals von Bord eines Flugzeugträgers eingesetzt.
Die schwache Motorisierung, die ungenügende Wendigkeit sowie die fehlende Verteidigungsmöglichkeit (kein Heckschütze) gaben der Maschine im Gefecht nur geringe Chancen. Viele Maschinen fielen angeblich der eigenen Flugabwehr zum Opfer, weil sie aufgrund der auffälligen Tragflächenform mit der deutschen Junkers Ju 87 verwechselt worden sein sollen.

## Einsatzländer
- Frankreich (Armée de l’air und Marine nationale)

## Technische Daten

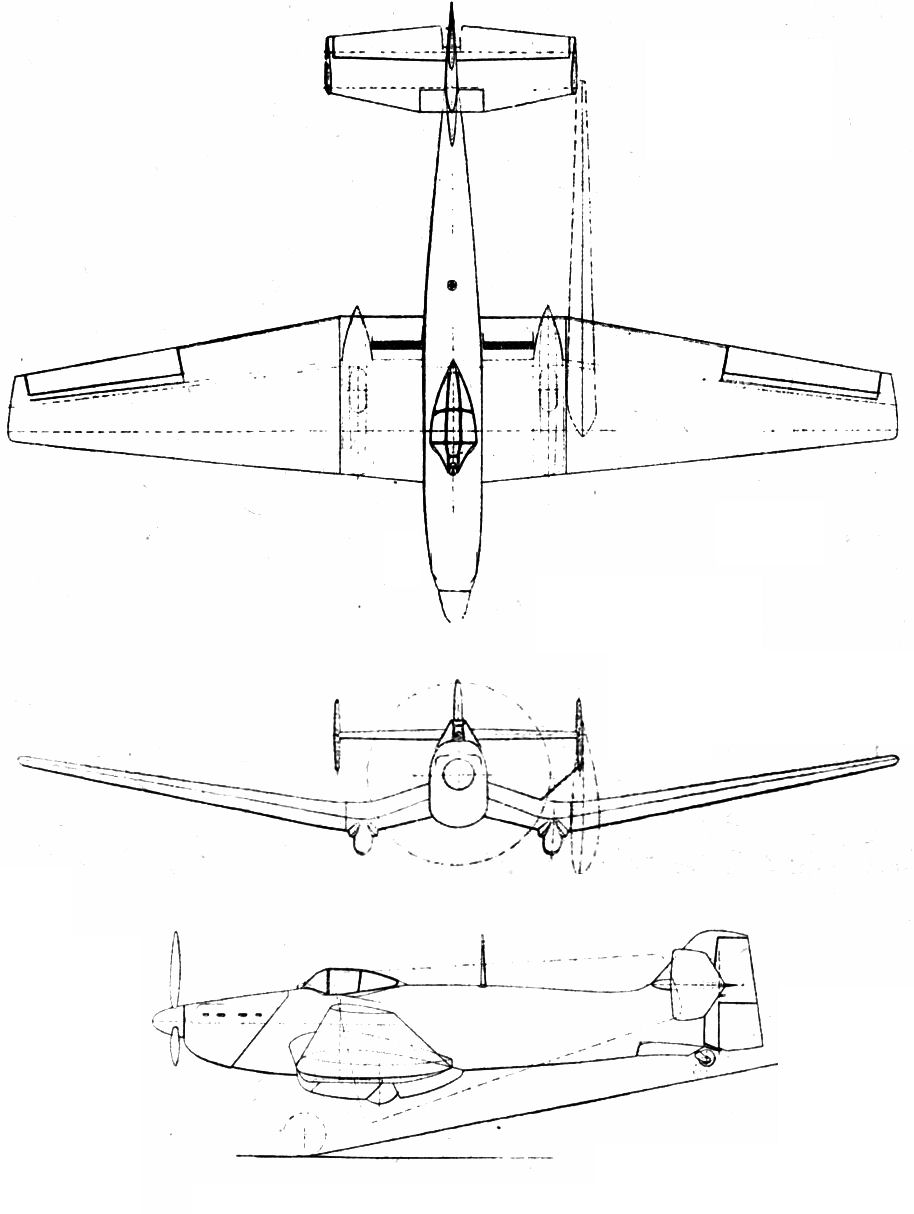
Dreiseitenansicht

| Kenngröße             | Daten                                                                                            |
| --------------------- | ------------------------------------------------------------------------------------------------ |
| Besatzung             | 1                                                                                                |
| Länge                 | 9,75 m                                                                                           |
| Spannweite            | 14 m                                                                                             |
| Höhe                  | 3,50 m                                                                                           |
| Rüstmasse             | 2135 kg                                                                                          |
| max. Startmasse       | 2823 kg                                                                                          |
| Höchstgeschwindigkeit | 380 km/h                                                                                         |
| Dienstgipfelhöhe      | 9500 m                                                                                           |
| max. Reichweite       | 1200 km                                                                                          |
| Triebwerk             | ein V-12-Reihenmotor Hispano-Suiza 12Xcrs mit 690 PS (507 kW)                                    |
| Bewaffnung            | 20-mm-Kanone auf dem Motorrücken sowie zwei MG 7,5 mm in den Tragflächen, max. Bombenlast 500 kg |